# Campeonato Mundial de Natação em Piscina Curta de 2016 - 4x50 m livre misto
A prova dos 4x50 metros livre misto do  Campeonato Mundial de Natação em Piscina Curta de 2016 foi disputado no dia 7 de dezembro no Centro WFCU em Windsor, Canadá.

## Recordes
Antes desta competição, os recordes mundiais e do campeonato nesta prova eram os seguintes:
|                       | Nome                                                                                       | Nacionalidade  | Tempo   | Local | Data                  |
| --------------------- | ------------------------------------------------------------------------------------------ | -------------- | ------- | ----- | --------------------- |
| Recorde mundial       | Josh Schneider (20,94) Matt Grevers (20,75) Madison Kennedy (23,63) Abbey Weitzeil (23,25) | Estados Unidos | 1:28.57 | Doha  | 6 de dezembro de 2014 |
| Recorde do campeonato | Josh Schneider (20,94) Matt Grevers (20,75) Madison Kennedy (23,63) Abbey Weitzeil (23,25) | Estados Unidos | 1:28.57 | Doha  | 6 de dezembro de 2014 |

## Medalhistas
| Ouro                                                                                   | Prata                                                                               | Bronze                                                                          |
| Rússia · Aleksei Brianskii · Vladimir Morozov · Maria Kameneva · Rozaliya Nasretdinova | Países Baixos · Jesse Puts · Nyls Korstanje · Ranomi Kromowidjojo · Maaike de Waard | Canadá · Yuri Kisil · Markus Thormeyer · Michelle Williams · Sandrine Mainville |

*Participaram apenas das eliminatórias, mas também receberam medalhas.

## Resultados

### Eliminatórias
As eliminatórias ocorreram dia 7 de dezembro. 31 nacionalidades participaram da competição. 
| Colocação | Bateria | Raia | Nacionalidade        | Nome | Tempo     | Notas |
| --------- | ------- | ---- | -------------------- | --- | --------- | ----- |
| 1.        | 4       | 2    | Países Baixos        | Jesse Puts (21,41) Nyls Korstanje (21,31) Kim Busch (24,21) Tamara van Vliet (24,37)                                          | 1:31,30   | Q     |
| 2.        | 2       | 2    | Rússia               | Aleksiej Brianskij (21,50) Aleksandr Popkow (21,22) Marija Kamieniewa (24,28) Rozalija Nasrietdinowa (24,39)                  | 1:31,39   | Q     |
| 3.        | 3       | 8    | França               | Yonel Govindin (21,97) Clément Mignon (21,19) Mélanie Henique (24,43) Anna Santamans (23,84)                                  | 1:31,43   | Q     |
| 4.        | 2       | 7    | Bielorrússia         | Anton Łatkin (21,80) Artiom Maczekin (21,58) Julija Chitra (24,20) Alaksandra Hierasimienia (24,24)                           | 1:31,82   | Q     |
| 5.        | 4       | 9    | Finlândia            | Andrei Tuomola (21,76) Ari-Pekka Liukkonen (21,09) Hanna-Maria Seppälä (24,30) Fanny Teijonsalo (24,88)                       | 1:32,03   | Q     |
| 6.        | 4       | 3    | Japão                | Shinri Shioura (21,59) Kenta Ito (21,15) Sayuki Ouchi (24,63) Tomomi Aoki (24,68)                                             | 1:32,05   | Q     |
| 7.        | 2       | 0    | Canadá               | Yuri Kisil (21,62) Mirando-Florent Richard-Jarry (21,99) Alexia Zevnik (24,28) Katerine Savard (24,57)                        | 1:32,46   | Q     |
| 8.        | 2       | 8    | Hungria              | Maksim Lobanovskii (21,41) Ádám Telegdy (22,06) Zsuzsanna Jakabos (24,34) Evelyn Verrasztó (24,77)                            | 1:32,58   | Q     |
| 9.        | 4       | 4    | Dinamarca            | Magnus Jakupsson (22,33) Anders Lie (21,20) Julie Jensen (24,45) Emilie Beckmann (24,65)                                      | 1:32,63   |       |
| 10.       | 3       | 7    | China                | Lin Yongqing (22,14) Yu Hexin (21,62) Sun Meichen (24,48) Liu Xiang (24,44)                                                   | 1:32,68   |       |
| 11.       | 4       | 5    | Estados Unidos       | Dillon Virva (21,68) Michael Andrew (21,44) Madison Kennedy (24,63) Amanda Weir (25,19)                                       | 1:32,94   |       |
| 12.       | 1       | 3    | África do Sul        | Bradley Tandy (21,55) Douglas Erasmus (21,39) Tayla Lovemore (24,76) Gabi Grobler (26,08)                                     | 1:33,78   |       |
| 13.       | 3       | 5    | Suécia               | Daniel Forndal (22,83) Robin Andreasson (21,48) Nathalie Lindborg (25,23) Ida Lindborg (24,97)                                | 1:34,51   |       |
| 14.       | 2       | 1    | Letônia              | Nikolajs Maskaļenko (22,44) Uvis Kalniņš (22,02) Kristina Steina (25,56) Gabriela Ņikitina (25,40)                            | 1:35,42   |       |
| 15.       | 2       | 4    | Singapura            | Yeo Kai Quan (22,78) Dylan Koo (22,99) Marina Chan (25,24) Amanda Lim (25,50)                                                 | 1:36,51   |       |
| 16.       | 2       | 3    | Islândia             | Aron Örn Stefánsson (22,82) David Adalsteinsson (22,84) Eygló Gústafsdóttir (25,27) Johanna Gustafsdottir (25,77)             | 1:36,70   |       |
| 17.       | 4       | 0    | Hong Kong            | Cheung Kin Tat Kent (22,89) Ng Chun Nam Derick (22,67) Sze Hang Yu (25,24) Chan Kin Lok (26,08)                               | 1:36,88   |       |
| 18.       | 3       | 6    | Paraguai             | Charles Hockin (22,22) Benjamin Hockin (21,72) Karen Riveros (26,11) Maria Arrua (26,95)                                      | 1:37,00   |       |
| 19.       | 3       | 3    | Tailândia            | Radomyos Matjiur (23,65) Navaphat Wongcharoen (23,80) Natthanan Junkrajang (26,03) Jenjira Srisa-Ard (25,07)                  | 1:38,55   |       |
| 20.       | 1       | 5    | Macau                | Chao Man Hou (23,12) Ngou Pok Man (23,21) Tan Chi Yan (26,83) Lei On Kei (25,97)                                              | 1:39,13   |       |
| 21.       | 4       | 7    | Quênia               | Steven Maina (24,17) Issa Mohamed (23,48) Sylvia Brunlehner (26,04) Emily Muteti (26,64)                                      | 1:40,33   |       |
| 22.       | 4       | 1    | Seicheles            | Dean Hoffman (24,31) Samuele Rossi (24,28) Alexus Laird (26,56) Felicity Passon (25,49)                                       | 1:40,64   |       |
| 23.       | 4       | 6    | Panamá               | Hernan Gonzalez Medina (24,28) Ireyra Tamayo Periñan (26,83) Catharine Cooper Gomez (26,17) Jeancarlo Calderon Harper (23,83) | 1:41,11   |       |
| 24.       | 2       | 6    | Angola               | João Matias (24,10) Pedro Pinotes (23,37) Ana Nobrega (26,80) Yara Lima (28,08)                                               | 1:42,35   |       |
| 25.       | 1       | 4    | Curaçau              | Adrian Hoek (23,58) Chade Nersicio (26,37) Tiareth Cijntje (28,13) Rainier Rafaela (25,00)                                    | 1:43,08   |       |
| 26. !     | 2       | 5    | Brasil               | | 9:99,99 ! | DNS   |
| 26. !     | 3       | 0    | Venezuela            | | 9:99,99 ! | DNS   |
| 26. !     | 3       | 1    | Fiji                 | | 9:99,99 ! | DNS   |
| 26. !     | 3       | 4    | Albânia              | | 9:99,99 ! | DNS   |
| 26. !     | 4       | 8    | Honduras             | | 9:99,99 ! | DNS   |
| 26. !     | 3       | 2    | República Dominicana | Arianna Sanna Dioser Nunez Mariel Mencia Jhonny Perez                                                                         | 9:99,99 ! | DSQ   |

### Final
A final teve sua disputa realizada em 7 de dezembro. 
| Colocação         | Raia | Nome          | Nacionalidade                                                                                                | Tempo     | Notas |
| ----------------- | ---- | ------------- | --- | --------- | ----- |
| Medalha de ouro   | 5    | Rússia        | Aleksiej Brianskij (21,40) Vladimir Morozov (20,44) Marija Kamieniewa (24,01) Rozalija Nasrietdinowa (23,88) | 1:29,73   |       |
| Medalha de prata  | 4    | Países Baixos | Jesse Puts (21,27) Nyls Korstanje (21,15) Ranomi Kromowidjojo (23,34) Maaike de Waard (24,06)                | 1:29,82   |       |
| Medalha de bronze | 1    | Canadá        | Yuri Kisil (21,39) Markus Thormeyer (21,28) Michelle Williams (23,48) Sandrine Mainville (23,68)             | 1:29,83   |       |
| 4.                | 3    | França        | Clément Mignon (21,56) Jérémy Stravius (21,05) Anna Santamans (23,64) Mélanie Henique (23,71)                | 1:29,96   |       |
| 5.                | 7    | Japão         | Shinri Shioura (21,32) Kenta Ito (21,07) Sayuki Ouchi (24,70) Rikako Ikee (23,86)                            | 1:30,95   |       |
| 6.                | 6    | Bielorrússia  | Anton Łatkin (21,86) Artiom Maczekin (21,22) Julija Chitra (23,94) Alaksandra Hierasimienia (24,30)          | 1:31,32   |       |
| 7.                | 8    | Hungria       | Maksim Lobanovskii (21,70) Ádám Telegdy (21,71) Zsuzsanna Jakabos (24,48) Evelyn Verrasztó (25,09)           | 1:32,98   |       |
| 8. !              | 2    | Finlândia     | Andrei Tuomola (21,87) Ari-Pekka Liukkonen (20,87) Hanna-Maria Seppälä (24,43) Fanny Teijonsalo (DSQ)        | 9:99,99 ! | DSQ   |

Legenda
| Recorde mundial       | Recorde mundial (World record)               |                       | Recorde africano                      | Recorde africano (African) |                                           | Q | Classificado por posição (Qualified) |
| Recorde do campeonato | Recorde do campeonato (Championship record)  | Recorde da América    | Recorde da América (Americas)         | q                          | Classificado por melhor tempo (Qualified) |   |                                      |
| Melhor marca do ano   | Melhor marca do ano (World leading)          | Recorde asiático      | Recorde asiático (Asian)              | DNS                        | Não largou (Did not start)                |   |                                      |
| Recorde nacional      | Recorde nacional (National record)           | Recorde europeu       | Recorde europeu (European)            | DNF                        | Não terminou (Did not finish)             |   |                                      |
| Recorde pessoal       | Recorde pessoal do atleta (Personal best)    | Recorde da Oceania    | Recorde da Oceania (Oceania)          | DSQ / DQ                   | Desclassificado (Disqualified)            |   |                                      |
| Recorde da temporada  | Recorde da temporada do atleta (Season best) | Recorde sul-americano | Recorde sul-americano (South America) | NM                         | Sem marca (No mark)                       |   |                                      |